# Hyacinthoides italica
Hyacinthoides italica là một loài thực vật có hoa trong họ Măng tây. Loài này được (L.) Rothm. mô tả khoa học đầu tiên năm 1944.

## Hình ảnh

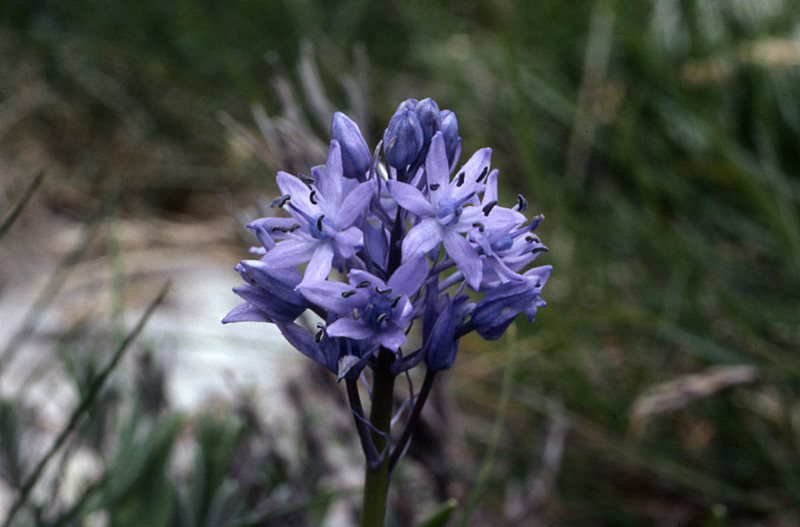
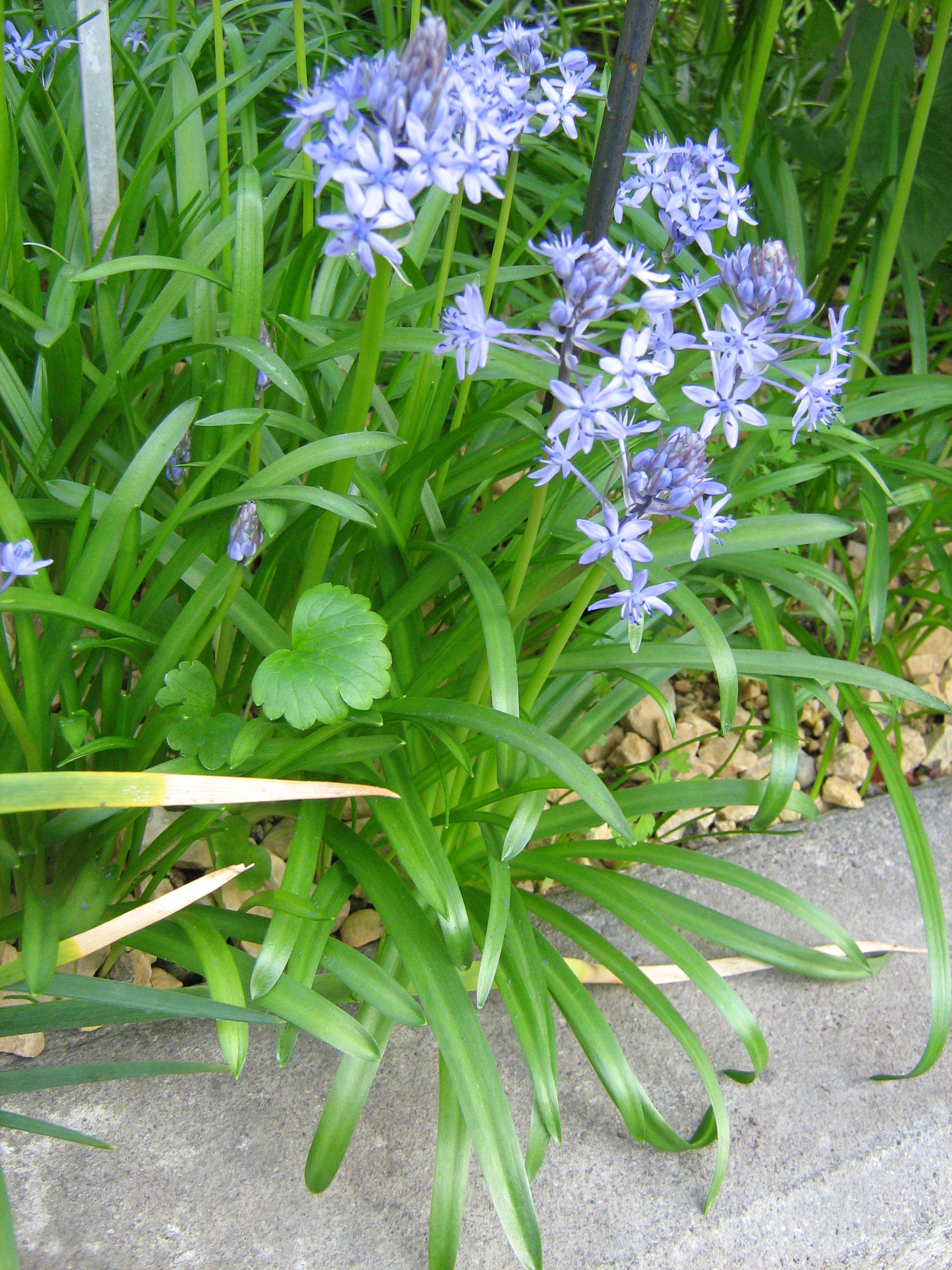
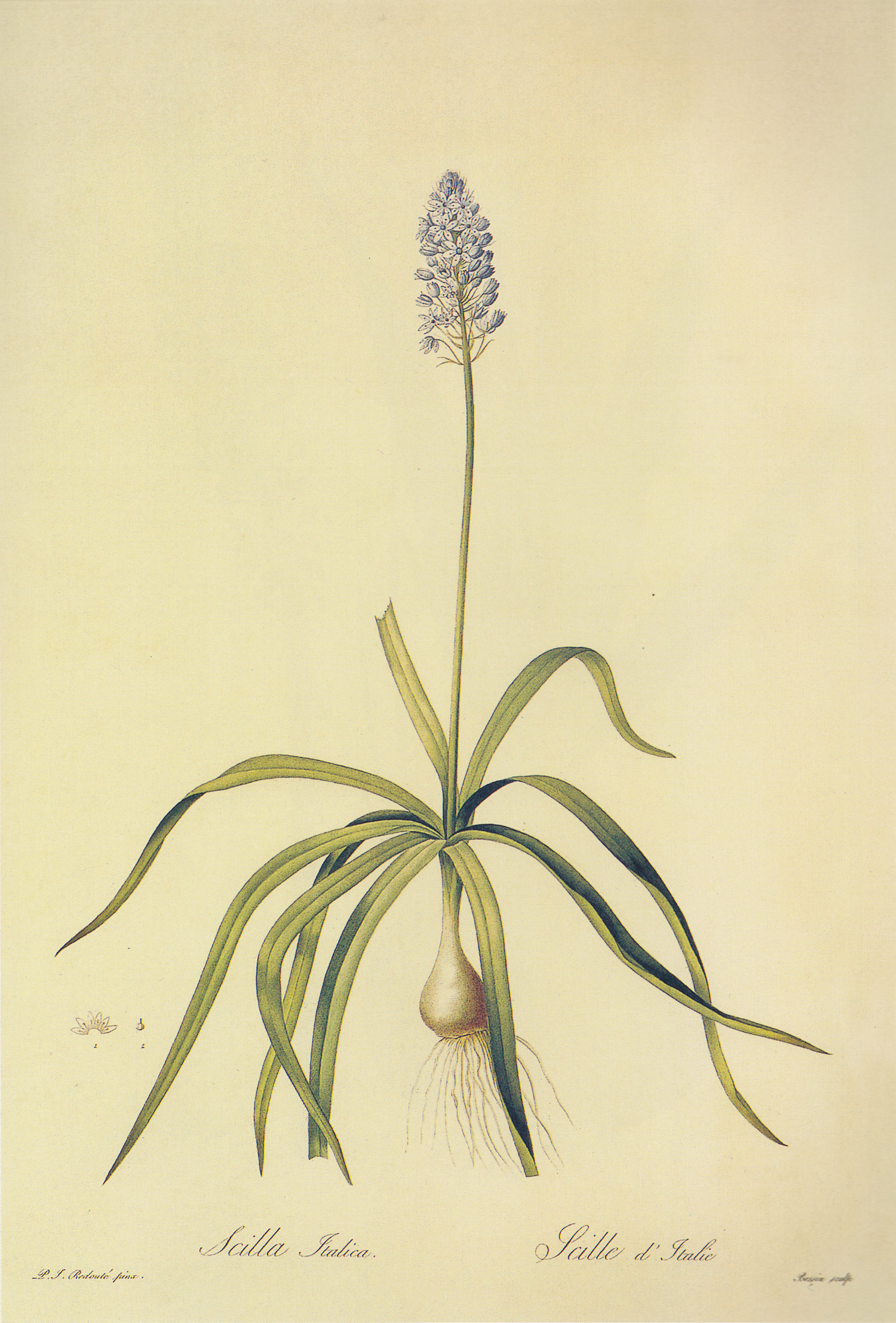